# Rockstar Vienna
Rockstar Vienna (anteriormente Software Produktions) fue una empresa desarrolladora de videojuegos filial de Rockstar Games en la ciudad de Viena, Austria, que desarrollaba juegos de PC y de otras consolas. Fue fundada el 4 de enero de 1993. Se unió a Take-Two Interactive en febrero de 2001 y a Rockstar Games en su décimo aniversario, en el 2003.
El 11 de mayo de 2006, Rockstar Games cerró Rockstar Vienna aparentemente sin previo aviso, negando a los empleados el pase a la empresa principal.

## Videojuegos desarrollados
Antes del 2003 (como Software Produktions), la empresa desarrolló varios juegos de PC, entre ellos:
- Whale's Voyage (1993)
- Der Clou! (1994)
- Rent-a-Hero (1999)
- Alien Nations (2000)
- The Sting! (2001)

Como Rockstar Vienna, desarrolló con otros filiales a Rockstar Games los siguientes juegos:
- Max Payne (2001) (Xbox)
- Max Payne 2 (2003) (PS2 & Xbox)
- Grand Theft Auto III (2003)￼ (Xbox) (con Rockstar North)
- Grand Theft Auto: Vice City (2003) (Xbox) ￼(con Rockstar North)
- Grand Theft Auto: Double Pack (Grand Theft Auto III y Grand Theft Auto: Vice City) (2003) (Xbox)
- Rockstar Games Presents: Table Tennis (2006) (Xbox 360) (con Rockstar San Diego)
- ￼Manhunt 2 (2006) (Desarrollo sin concretar debido al cierre del estudio por Rockstar Games) (Desarrollo trasladado a Rockstar London)